# Lem Davis (Saxophonist)
Lemuel Arthur „Lem“ Davis  (* 22. Juni 1914 in Tampa, Florida; † 16. Januar 1970 in New York City) war ein US-amerikanischer Jazz-Altsaxophonist des Swing.

## Leben und Wirken
Lem Davis wurde bekannt durch sein Spiel in den kleineren Ensembles der 1940er und 1950er Jahre, u. a. in den Bands von Coleman Hawkins, Rex Stewart und Eddie Heywood. Unter eigenem Namen spielte Davis einige Stücke mit Emmett Berry, Vic Dickenson und Dodo Marmarosa ein („Nothing from Nothing“). Als Mitglied von Heywoods Band wirkte er auch 1944 bei Aufnahmen von Billie Holiday für Commodore Records mit; außerdem arbeitete er mit John Kirby, Joe Thomas, Billy Kyles Big Eight (1946) und Eddie Safranski.
Eine weitere Session unter Leitung von Lem Davis fand im März 1946 in Sextett-Besetzung für Savoy Records statt, bei der Neal Hefti, Hal Singer, Sanford Gold, John Simmons und Denzil Best mitspielten („Theme On The Beam“). In den 1950er Jahren spielte er im Raum New York und hatte im Oktober 1951 letztmals Gelegenheit zu einer weiteren Session unter eigenem Namen für das Label Prestige Records; Mitwirkende waren der Pianist Teacho Wiltshire, der Bassist Leonard Gaskin und der Schlagzeuger Teddy Lee. Ferner begleitete er King Pleasure / Blossom Dearie (1952) und wirkte bei einem Album unter der Leitung von Buck Clayton mit, das bei einer All-Stars Jam Session entstand (How Hi The Fi, erschienen 1954 bei Columbia). Danach geriet Davis in Vergessenheit, als er sich nicht den neuen musikalischen Strömungen wie dem Bebop zuwandte. 1960 wirkte er noch bei Bennie Greens Album Hornful Of Soul (Bethlehem Records) mit.